# Élection partielle de Glasgow Central de 1980
L'élection partielle de Glasgow Central se déroule le 26 juin 1980.
Elle vise à remplacer le député travailliste Thomas McMillan, représentant la circonscription électorale écossaise de Glasgow Central à la Chambre des communes, qui est mort le 30 avril.
Cette élection est remportée par le candidat travailliste Bob McTaggart (en). Il est systématiquement réélu à Glasgow Central par la suite jusqu'à sa mort, en 1989.

## Les résultats
| Parti         | Parti                         | Candidat           | Votes | Votes | Votes  |
| Parti         | Parti                         | Candidat           | Voix  | %     | +/-    |
| ------------- | ----------------------------- | ------------------ | ----- | ----- | ------ |
|               | Parti travailliste            | Bob McTaggart (en) | 4 902 | 60,8  | – 11,7 |
|               | SNP                           | Gil Paterson (en)  | 2 122 | 26,3  | + 16,2 |
|               | Parti conservateur            | Anna McCurley (en) | 707   | 8,8   | – 7,6  |
|               | Front national                | John MacKenzie     | 148   | 1,8   | —      |
|               | Jeunes libéraux écossais      | Graham Watson      | 134   | 1,7   | —      |
|               | Parti de l'écologie           | David Mellor       | 45    | 0,6   | —      |
|               | Parti social-démocrate (1979) | Donald Kean        | 10    | 0,1   | —      |
| Participation | Participation                 | Participation      | 8 062 | 42,8  | – 16,7 |